# Walter Janssen
Walter Janssen född Walter Philipp Janssen 7 februari 1887 i Krefeld död 1 januari 1976 i München, tysk skådespelare och regissör.

## Filmografi roller i urval
- 1970 – Something for Everyone
- 1942 – Diesel
- 1942 – Den gudarna älska
- 1941 – Komödianten
- 1938 – Geld fällt vom Himmel
- 1934 – Maskerad
- 1930 – Två hjärtan i valstakt
- 1927 – Bara en danserska
- 1923 – Karusellen
- 1921 – Den obesegrade döden